# Eir
Eir – w mitologii nordyckiej bogini zdrowia i leczenia. Przekazała kobietom sztukę medycyny.
Prawdopodobnie powstała na wzór Frigg.